# Stüssy
Stüssy es una marca de ropa creada a inicios de la década de 1980 por Shawn Stussy. La compañía es una de las muchas que se beneficiaron de la tendencia de la moda de ropa de surfear originada en el condado de Orange, California, pero en gran medida ha sido adoptada por las escenas de ropa urbana y el hip–hop.

## Historia
El logotipo que ha definido la marca comenzó a principios de la década de 1980 después de que Shawn Stussy empezó a garabatear su firma con un marcador en sus tablas de surf artesanales. Comenzó a utilizar el logotipo en playeras, pantalones cortos y gorras que vendió en su automóvil en Laguna Beach, California. La firma se derivó de la de su tío, Jan Stussy.
En 1984, Stussy y su amigo Frank Sinatra Jr. (no relacionado con el cantante), se asociaron para vender la ropa. La marca se expandió a Europa en 1988 y más tarde abrió una tienda en SoHo (Nueva York). La marca siguió abriendo tiendas exitosas en la década de 1990. Los ingresos alcanzaron 17 millones de dólares en 1991 y 20 millones en 1992. En 1992, la marca se empezó a vender en los Estados Unidos en tiendas especializadas y grandes almacenes junto con otras prendas de alto precio en ropa de “estilo californiano”. Fuera del país, la marca se encontró en tiendas especializadas junto con ropa de diseñadores internacionales de alta gama.
En 1996, Stussy renunció como presidente de la empresa y Sinatra compró su parte de las acciones de la empresa. La marca está disponible en las tiendas de la compañía y otros distribuidores de Europa, Asia, Estados Unidos, Canadá y Australia.

## Estilo

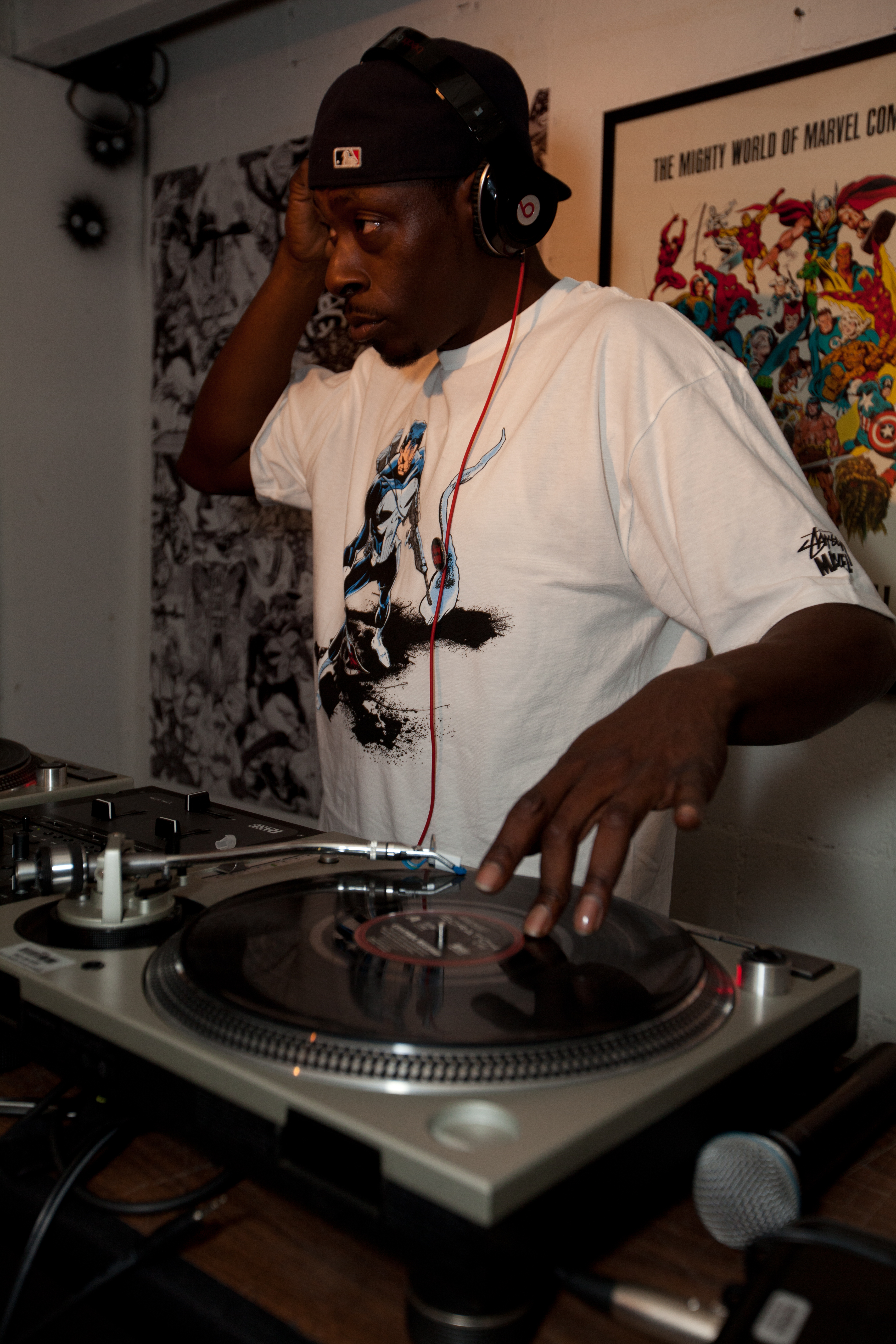
Pete Rock

El éxito de la marca se ha atribuido a su popularidad en las escenas del hip-hop, DJ, skate y surfista. La marca también fue adoptada por punks y otras tribus urbanas. En una entrevista de 1992, Stussy dijo: «Todo el mundo lo llama ropa de surf, o ropa urbana, o surf urbano. Todos son nombres. Yo no lo nombro, y no lo hago a propósito. Simplemente hago ropa básica que un niño de 10 años puede usar y mi papá puede usar»